# آشا بهوسل
آشا بهوسل आशा भोंसले (من مواليد 8 سبتمبر 1933 في سانغلي، ماهاراشترا) هي مغنية أفلام هندية شهيرة في صناعة السينما الهندية والشقيقة الصغرى للمغنية الشهيرة لاتا مانغيشكار المسجلة في موسوعة غينيس للأرقام القياسية بلقب أطول مغنية في العالم ومع ذلك، استطاعت آشا بهوسل منافستها على اللقب بتسجيلها 12000 أغنية مسجلة.
امتدت مسيرتها على مدى ستة عقود منذ بدايتها عام 1943، أدت خلالها الأغاني لأكثر من ألف فيلم من أفلام بوليوود. بالإضافة إلى تسجيلها للعديد من الألبومات الخاصة ومشاركتها في العديد من الحفلات المنفردة في الهند وخارجها.

## الجوائز والترشيحات

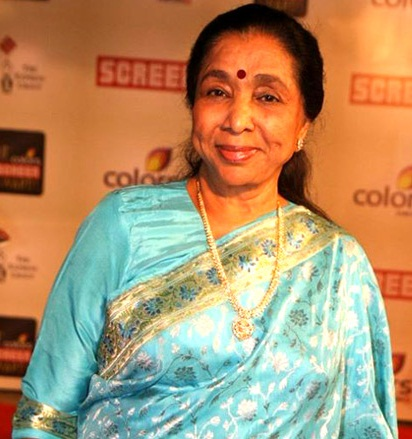
في جوائز الشاشة السنوية الثامنة عشر في عام 2012

### جوائز فيلم فير
فازت آشا بهوسل بسبعة جوائز فيلم فير لأفضل مغنية بلاي باك من أصل 20 ترشيحا. حصلت على أول جائزتين في عامي 1967 و1968 ثم طلبت عدم النظر في ترشيحات الجائزة بعد عام 1969 لتشجيع المواهب الشابة.
بعد حصولها على الجائزة عام 1979، تساوت بهوسل مع شقيقتها الكبرى أسطورة الغناء الهندي لاتا مانغيشكار مطالبة بعدم اعتبار اسمها مجددا في الترشيحات، وبرغم ذلك ظلت مغنية الأفلام الهندية الأكثر فوزاً مع ألكا ياجنيك (36 ترشيحا و7 جوائز).
عام 1996 حصلت بهوسل على جائزة خاصة عن أدائها في فيلم رينجيلا، وجائزة فيلم فير لتكريم إنجازات الفنانين عام 2001. وفيما يلي قائمة من جوائز فيلم فير لها:

#### جائزة فيلم فير لأفضل مغنية بلاي باك
- 1968 : عن أغنية "Garibon ki Suno" من فيلم Dus Lakh
- 1969 : عن أغنية "Parde Mein Rehne Do" من فيلم شيكار 1968
- 1972 : عن أغنية "Piya Tu Ab To Aaja" من فيلم كارافان
- 1973 : عن أغنية "Dum Maro Dum" من فيلم هير راما هاري كريشنا
- 1974 : عن أغنية "Hone Lagi Hain Raat" من فيلم (Naina)
- 1975 : عن أغنية "Chain Se Humko Kabhi" من فيلم Pran Jaye Par Vachan Na Jaye
- 1979 : عن أغنية "Yeh Mera Dil" من فيلم دون

#### جوائز خاصة
- 1995 : جائزة خاصة عن أدائها في فيلم رينجيلا

#### جائزة الإنجاز مدى الحياة
- 2001 : جائزة فيلم فير لتكريم إنجازات الفنانين

### جوائز الفيلم الوطني
فازت آشا بجائزة الفيلم الوطني لأفضل مغنية بلاى باك مرتين:
- 1981 : عن أغنية "Dil Cheez Kya Hai" من فيلم امراو جان
- 1986 : عن أغنية «ميرا كوتش سامان» من فيلم Ijaazat

### جوائز الأكاديمية الدولية للفيلم الهندي
جائزة الأكاديمية الدولية للفيلم الهندي لأفضل مغنية بلاى باك
- 2002 : عن أغنية "Radha Kaisa Na Jale" من فيلم (لاجان: ذات مرة في الهند)

### جوائز أخرى
فازت آشا بالعديد من الجوائز الأخرى، بما في ذلك:
- 1987 : جائزة العندليب الآسيوي (من الرابطة الهندية الباكستانية،  المملكة المتحدة).[2]
- 1989 : جائزة لاتا مانجيشكار من حكومة ولاية ماديا براديش.[2]
- 1997 : جائزة فيديوكون عن ألبوم Jaanam Samajha Karo.[2]
- 1997 : جائزة إم تي في عن ألبوم Jaanam Samajha Karo.[2]
- 1997 : جائزة القناة الخامسة عن ألبوم Jaanam Samjha Karo.[2]
- 1998 : جائزة داياواتي مودي.[3]
- 1999 : جائزة لاتا مانغيشكار (من حكومة ولاية ماهاراشترا)
- 2000 : مغنية الألفية (دبي).
- 2000 : جائزة زي بوليوود الذهبية (غن أغنية Mujhe Rang De من فيلم Thakshak).
- 2001 : جائزة إم تي في (عن فيلم Kambakht Ishq).
- 2002 : جائزة بي بي سي لإنجاز العمر (قدمها رئيس الوزراء البريطاني توني بلير).
- 2002 : جائزة زي سيني لأفضل مغنية بلاي باك (عن أغنية Radha Kaise Na Jale من فيلم لاجان: ذات مرة في الهند).
- 2002 : جوائز زي سيني.
- 2002 : جائزة فيلم سانسوي (عن أغنية Radha Kaise Na Jale من فيلم لاجان: ذات مرة في الهند).
- 2003 : جائزة سوارالايا يسوداس للمساهمات البارزة في الموسيقى الهندية.[2]
- 2004 : جائزة الأسطورة الحية من طرف اتحاد غرف التجارة والصناعة الهندية.[4]
- 2005: ام تي في أفضل مغنية بوب Aaj Jaane Ki Zid Na Karo.[5]
- 2005 : أكثر شخصية موسيقية أناقة.[6]

### تقديرات وأوسمة
- عام 1997، أصبحت آشا أول مغنية هندية يتم ترشيحه لجائزة غرامي عن ألبوم Legacy مع علي أكبر خان.
- تلقت 17 جائزة عن ولاية ماهاراشترا
- عام 2000 حصلت على جائزة داداساهيب فالك لمساهمتها البارزة في السينما الهندية.[2]
- حاصلة على الدكتوراه الفخرية في الأدب من جامعة أمرافاتي وجامعة جالجاون.
- جائزة فريدي ميركوري للإنجاز المتميز في الفنون.
- تكريم خاص في نوفمبر 2002 في مهرجان برمنغهام السينمائي.
- تكريمها بجائزة بادما فيبوشان أعلى جائزة مدنية لجمهورية الهند.[7]
- أفضل 20 رمزًا موسيقيًا على مدار الخمسين عامًا الماضية.[8][9]
- في عام 2011، سجلت موسوعة غينيس للأرقام القياسية رسمياً هوسل في جوائز آسيا، باعتبارها الفنانة الأكثر تسجيلًا في تاريخ الموسيقى.

وقد حصلت على شهادة «أكثر تسجيلات الاستوديو (الفردية) من سيباستيان كو بعدد تسجيلات بلغ أكثر من 11000 أغنية فردية وثنائية مدعومة بموسيقى الكورال لأكثر من 20 لغة هندية منذ عام 1947». حيث حصلت على جائزة الإنجاز مدى الحياة.
- حاصلة على أول دكتوراه في الأدب من جامعة جودبور الوطنية.

## روابط خارجية
- آشا بهوسل على موقع IMDb (الإنجليزية)
- آشا بهوسل على موقع روتن توميتوز (الإنجليزية)
- آشا بهوسل على موقع ألو سيني (الفرنسية)
- آشا بهوسل على موقع ميوزك برينز (الإنجليزية)
- آشا بهوسل على موقع أول موفي (الإنجليزية)
- آشا بهوسل على موقع قاعدة بيانات الأفلام السويدية (السويدية)
- آشا بهوسل على موقع أول ميوزيك (الإنجليزية)
- آشا بهوسل على موقع ديسكوغز (الإنجليزية)
- آشا بهوسل على موقع قاعدة بيانات الفيلم (الإنجليزية)
- آشا بهوسل على موقع كينوبويسك (الروسية)